# 楊全盛
楊全盛，JP（1977年2月23日—），香港科技界人士，現任天旭科技投資集團聯合創辦人暨行政總裁及中國香港電競總會創會會長。

## 簡歷
楊全盛早年就讀何文田官立中學，曾自修香港中學會考及香港高級程度會考電腦科並取得A級成績，1999年取得香港中文大學計算機科學系學士學位，後於2005年修畢香港中文大學研究院電子商務管理碩士課程及於2009年完成研究院工商管理碩士學位。
他大學畢業後投身科技界，積極推廣創新科技及鼓勵青年人熱心貢獻社會, 更創立天旭科技投資集團。
楊全盛現時既擔任中國香港電競總會創會會長，又曾於2018年帶領中國香港代表隊參加印尼雅加達亞洲運動會。

## 從政生涯
2015年7月當選中華全國青年聯合會第十二屆委員會常務委員，2016年7月26日宣布參選2016年香港立法會選舉，記者會席間得到不少建制派親臨支持，包括中聯辦青年工作部副部長楊成偉。

## 社會職務
曾出任多項公職，包括︰
- 中華全國青年聯合會常務委員
- 中國人民政治協商會議廣州市委員會港澳委員
- 數字文化經濟化經濟發展委員會委員
- 香港數碼港管理有限公司董事
- 香港智慧城市聯盟創辦人及榮譽會長
- 中國香港電競總會創會會長
- 香港青年聯會主席
- 香港資訊科技聯會副會長
- 互聯網專業協會副會長
- 香港中小企總商會常務副會長
- 中華電力客戶諮詢小組
- 香港中華廠商聯合會會董
- 香港教育大學校董會成員
- 政府可持續發展委員會
- 政府公民教育委員會
- 中小型企業委員會
- 電訊服務用戶及消費者諮詢委員會

## 個人榮譽
2010年,  榮獲JCI海港青年商會第四屆青年領袖選舉青年領袖。
2021年，獲香港特區政府委任為太平紳士。

## 個人生活
楊全盛已婚，婚後與妻子育有兩名兒子。長子於2007年出生，幼子則生於2008年。